# Физика фотосинтезе
Фотосинтеза је процес који се дешава у биљкама у којем се синтетише низ органских једињења уз ослобађање кисеоника који има велики значај за опстанак живог света на Земљи. Овај процес се може објаснити и са аспекта физике.

## Светлосни ефекти
Да би дошло до отпочињања овог процеса потребна је светлост. Светлост бива апсорбована од пигмената- разних видова хлорофила, каротеноида и фикобилина. Пресудну улогу у овом процесу игра хлорофил, који је једини способан да отпочне фотосинтезу, док остали пигменти само доприносе њеној ефикасности.
Хлорофил је сложен молекул који има такву структуру да се у њој може уочити порфирински прстен са атомом магнезијума у средишту за који су даље везани алкохоли и и неке друге органске супстанце.
Особина која омогућује хлорофилу да апсорбује светлост јесте та да је у његовој структури присутан известан број конјугованих веза. То је специфичан облик везе када два атомска језгра деле један електрон. Што је број тих веза већи, већа је и таласна дужина апсорбоване светлости. Да би се светлост из видљивог дела спектра могла апсорбовати потребно је да у молекулу који ту апсорбцију врши буде присутно бар седам таквих веза.
Видљива светлост је део електромагнетног зрачења. Светлост има корпускуларно-таласну природу, односно она је истовремено и честица и талас. Фотони су честице које носе енергију светлости. Један фотон носи један квант светлости, тачније фотон је квант електромагнетне интеракције. Светлост је међутим и талас па је можемо окарактерисати величинама као што су то енергија, фреквенција и таласна дужина. Сагласно чувеној Планковој формули између њих је успостављена следећа релација:
{\displaystyle E=h\nu .\,}
Такође важи формула:
{\displaystyle E={\frac {hc}{\lambda }},}
На тај начин се добија веза између енергије кванта светлости и таласне дужине исте. Може се приметити да су оне обрнуто сразмерне. То значи да што је већа таласна дужина светлости, то је мања вредност светлосне енергије, и обрнуто, што је мања таласна дужина светлости то је већа енергија коју она носи.
Када молекул хлорофила апсорбује квант светлости он прелази из основног у екстицирано стање. Тај прелазак се заснива на томе да он прима енергију коју са собом носи квант, бива побуђен и прелази на орбиталу веће енергије. Основно стање је оно које је било успоствљено пре тог преласка, а ексцитирано оно које одговара стању више енергије. То стање међутим траје само у току једног кратког временског интервала па долази до деексцитације, односно ослобађања те енергије. Она се може ослободити на више начина, између остлог повратком у ексцтирано стање(као на слици). Код фотосинтезе се то дешава на други начин: у близини хлорофила који је ексцитиран налази се једињење које ће примити тај електрон, што је знатно лакше ако је молекул побуђен, јер он је тада у стању више енергије, дакле у нестабилнијем стању, самим тим више подложан промени свог тренутног стања. То се може објаснити и чињеницом да је елекрон у основном стању ближи језгру него у побуђеном, јер је орбитала која одговра ексцитираном стању, односно орбитала више енергије, даља од језгра, које је позитивно и слабије привлачи негативно наелектрисан електрон. Зато до фотосинтезе не би могло доћи без присутства светлости, која је неопходна да би се читав тај процес који се током ње одвија отпочео.
Ипак неће сваки фотон светлости проузроковати исти ефекат. Један део светлости бива пропуштен, један се одбија, а само један буде апсорбован. Код молекула хлорофила буде апсорбована плава и црвена светлост. Зелена се одбија и пропушта- стога је лишће на биљкама (углавном) зелено. У молекулу хлорофила постоје две орбитале које договарају ексцитираном стању, у зависности од тога да ли се апсорбује плава или црвена светлост. Користећи се претходно поменутом релацијом може се опазити да екцитираном стању одговарајуће орбитале такве да је од две могуће она са вишом енергијом одговара оном електрону који је апсорбовао светлост мање таласне дужине, а она са нижом електрону који је апсорбовао светлост са већом таласном дужином. То значи да орбитала више енергије одговара плавој светлости, а орбитала мање енергије одговара црвеној, пошто је њена таласна дужина већа од таласне дужине плаве светлости. Стога је апсорбциони максимум у плавом и црвеном делу спектра.

## Светла фаза фотосинтезе
Даљи процес фотосинтезе заснива се низу оксидо-редукционих прелаза. Заједно са претходно поменутом апсорбцијом светлости он образује фазу у фотосинтези коју називамо светлом фазом. Молекул хлорофила отпушта електрон(дакле он је донор) и прослеђује га до другог једињења које се редукује(оно је акцептор). Поред тог једињења постоји читав низ једињења која се наизменично оксидују и редукују вршећи притом пренос електрона. Тај низ једињења се назива оксидо-редукциони или електрон-транспортни ланац. Претходно поменути учесници фотосинтезе заједно чине један фотосистем.
Процес преноса електрона дешава се у мембранама тилакоида хлоропласта. Како поред електрона у транспортном ланцу бивају преношена и позитивна наелектрисања, односно јони водоника јавља се разлика потенцијала. Та разлика потенцијала је веома важна за читав процес, јер обезбеђује енергију за синтезу молеклула ATP, који имају јако важну енергетску функцију за биљку. То се дешава у процесу фосфорилације која може бити циклична и нециклична.
У процесу фотосинтезе у целини гледано учествују два фотосистема, који се означавају са фотосистем I и фотосистем II. Фотосистеми су у ствари реакциони центри организовани око молекула хлорофила. У првом се све одвија на већ описан начин, електрон који је отпустио хлорофил се услед низа узастопних оксидационо-редукционих реакција преноси низ тај ланац једињења. Као последња карика у том ланцу јавља се молекул {\displaystyle NAD} или {\displaystyle NADP} који прелази у {\displaystyle NAD^{+}}, односно у {\displaystyle NADP^{+}}, уз ослобађање јона водоника. Молекул хлорофила који је изгубио електрон има вишак позитивног наелектрисања и које бива неутралисано примањем електрона из другог електрон-транспортног ланца, тј. оног из фотосистема II.
Хлорофил из фотосистема II губитак електрона надокнађује везивањем електрона који настаје у фотолизи воде.

## Фотолиза воде
Фотолиза генерално је реакција разлагања која се дешава услед дејства електромагнетног зрачења, између осталог и светлости, као што је то случај са фотолизом која се дешава у биљкама у процесу фотосинтезе. До фотолизе долази када је енергија фотона већа од енергије везе коју треба раскинути како би дошло до разлагања. Фотони који поседују већу енергију у стању су самостално да раскину везу, док они ниже то могу само ако учествују зајденички, тј. у већем броју. За фотолизу воде неопходно је осам фотона. Реакција фотолизе воде у фотосинтези је следећа: 
2H2O + 2NADP+ + 8 fotona (svetlost) {\displaystyle \longrightarrow } 2NADPH + 2H+ + O2
Цео фотосистем је специфично организован тако да је могуће толики број фотона окупити на једном месту, што представља својеврсну еволутивну адаптацију, како би се могла искористити и енергија светлости већих таласних дужина(односно мање енергије).

## Тамна фаза фотосинтезе
Тамна фаза фотосинтезе је наставак претходно описаног дела (који обухвата све од апсорбције кванта светлости до наградње {\displaystyle NADPH}, {\displaystyle ATP} и {\displaystyle H^{+}}) који представља светлу фазу. Претходно поменута једињењна и јони водоника улазе у тамну фазу, односно Калвинов циклус током којег се од угљен-диоксида који биљка узима из спољашње средине у низу хемијских реакција образују одговарајући шећери и скроб. 